# Austin Metro
Der Metro ist ein PKW-Modell des englischen Automobilherstellers British Leyland. Er wurde von Sommer 1980 bis Frühjahr 1994 von der Tochterfirma Austin Motor Company und bis Herbst 1997 von der Rover Group gebaut und unter den Markenbezeichnungen Austin, Rover und MG angeboten.

## Basismodelle

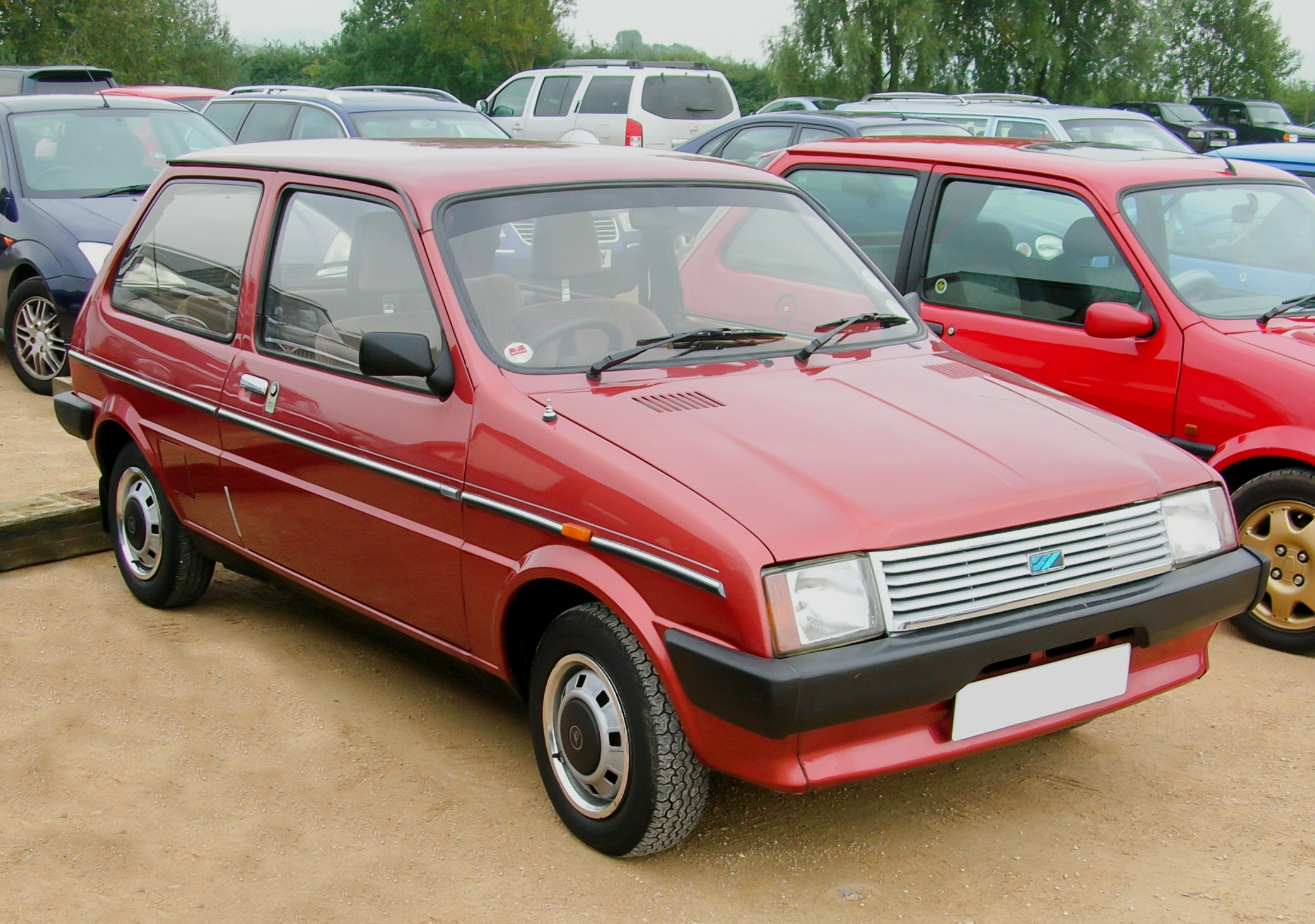
Austin Metro (1980–1990)

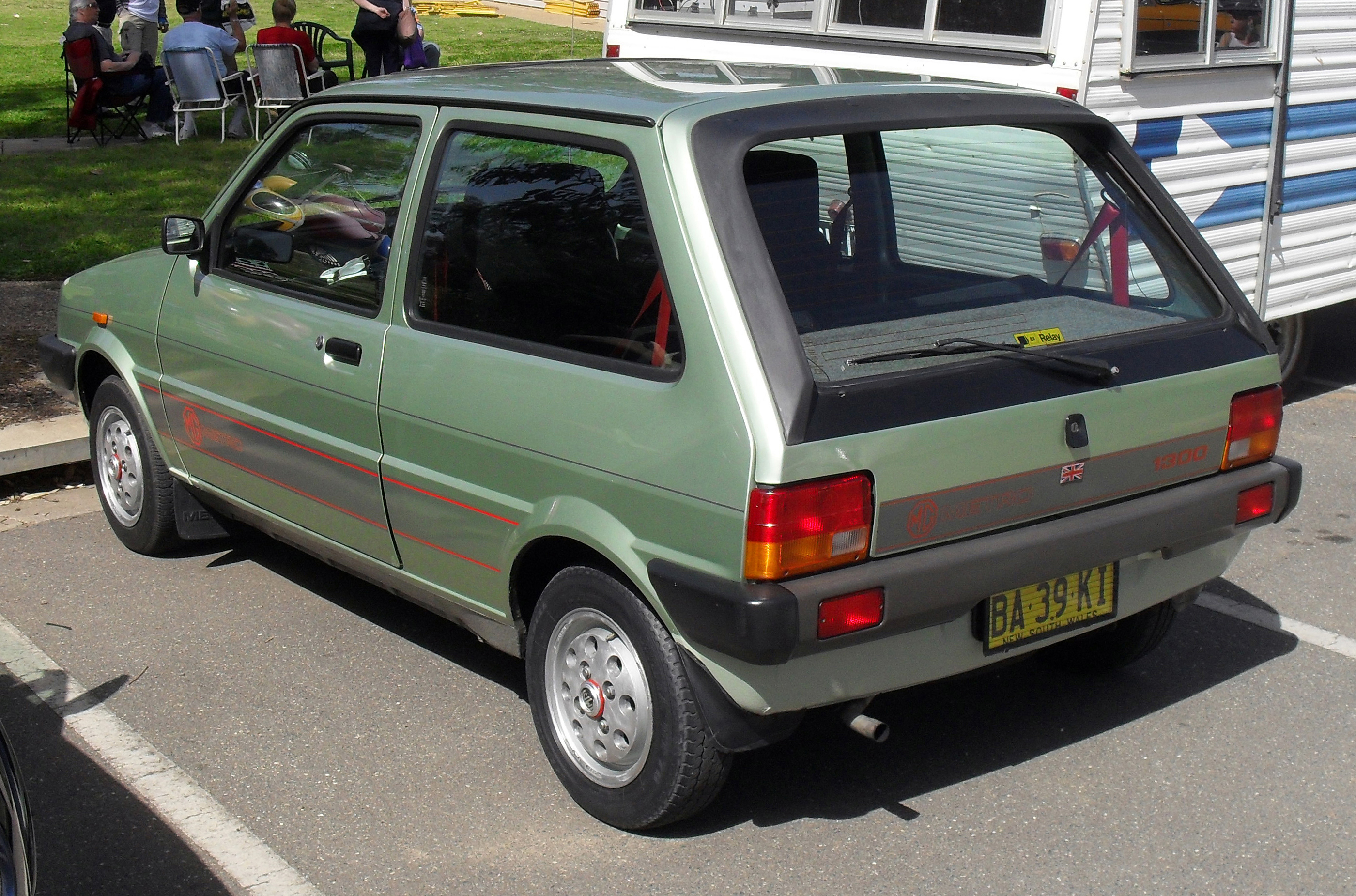
MG Metro (1982–1990)

Der Metro war ursprünglich als Nachfolger des Mini auf den Markt gebracht worden. Ganz wie der Mini zu seiner Zeit war auch der Metro fortschrittlich gezeichnet. Er war das erste Fahrzeug, bei dem (außer bei der Standardausführung) die hintere Rückbank in einen Einzel- und einen Doppelsitz teilbar war. Teilbare Rücksitzbänke gab es zwar vorher auch schon, beispielsweise beim Peugeot 305 Break. Aber nicht mit der 1/3-2/3-Teilung, die sich später allgemein durchsetzte. Genau genommen handelte es sich beim Metro um eine 7:12-Aufteilung.
Die Fertigungsanlagen wurden für den Metro umfassend erneuert. Dabei wurde eine fast vollständig automatisierte Karosserieherstellung erreicht, und die Robotik und Mikroelektronik soll das seinerzeit höchste Niveau außerhalb Japans erreicht haben. Zudem war er der erste Großserien-Pkw, für den Wartungs- und Ölwechselintervalle nur noch alle 20.000 km vorgeschrieben waren.
Der Metro war größer als der Mini, und ab Herbst 1985 gab es ihn auch als Fünftürer. Die wie schon beim Mini geschickte Raumausnutzung zeigte sich beispielsweise im Vergleich zum Ford Fiesta, der bei 17 cm mehr Länge den gleichen Fahrgastraum und deutlich weniger Kofferraum bot. 
Das vom Mini und Allegro bekannte Prinzip des gummigelagerten Fahrschemels wurde auch am Metro angewendet, ebenso wie die Triebwerksanordnung mit quer eingebautem Reihenmotor hinter der Achslinie, mit gleich langen Radantriebswellen. Beim Motor griff man erneut auf den sogenannten A-Motor mit Grauguss-Zylinderblock, OHV-Ventilsteuerung und dreifach gelagerter Kurbelwelle zurück, der 1951 für den Austin A30 entwickelt worden war. Zahlreiche Modifikationen an diesem langhubigen Triebwerk hatten aber zur Folge, dass kaum ein Teil mehr dem Ursprungsmotor glich. Verglichen mit dem bisherigen Mini wurde unter anderem die Verdichtung angehoben und die Brennraumform geändert. Bei Kraftstoff- und Zündanlage blieb Austin vorerst beim konventionellen SU-Gleichdruck-Horizontal-Vergaser und Unterbrecherzündung, wobei der Unterbrecher allerdings nur noch alle 40.000 km erneuert werden musste (bisher alle 20.000 km). Die Triebwerke wiesen 998 cm³ (33 kW) und 1275 cm³ (46 kW) sowie 70 kW beim Metro Turbo auf. Da der 1275-cm³-Motor erst wieder (in modifizierter Form) in den Metro eingebaut und der Mini damals nur noch mit dem 998-cm³-Motor ausgeliefert wurde, sind viele Metro und Metro Turbo zu „Organspendern“ degradiert worden und mittlerweile mit ihrer ursprünglichen Motorisierung nur noch sehr selten zu finden. 
Das Fahrwerk war mit einer vom Mini her weiterentwickelten Hydragas-Verbundfederung ausgestattet. Vorn gab es eine Doppelquerlenkerachse unter Einbeziehung des Querstabilisators, hinten waren gezogene Längslenker eingebaut. Gegenüber dem Mini wurden die Räder von 10 auf 12 Zoll vergrößert. Zahnstangenlenkung und eine Zweikreisbremse in vorteilhafter HT-Aufteilung mit Scheibenbremsen vorn und Trommelbremsen hinten waren weitere Merkmale des Fahrwerks. Einen Bremskraftverstärker gab es nur bei den leistungsstärkeren Ausführungen.
Auch den Metro gab es in einer Van-Ausführung, diese verfügte über eine normale Karosserie, bei der aber die hinteren Seitenscheiben (C-Fenster) fehlten.
Während der Metro nach dem Facelift im Frühjahr 1990 in Deutschland und vielen anderen Exportmärkten als Rover 100 in den Verkauf gelangte, wurde die Produktion des ursprünglichen Mini weitere zehn Jahre lang fortgesetzt.
Im Vereinigten Königreich blieb der Name Metro bis zum Frühjahr 1994 erhalten. Erst im Zuge einer weiteren Überarbeitung wurde er den übrigen Märkten angepasst.

## Metro 6R4

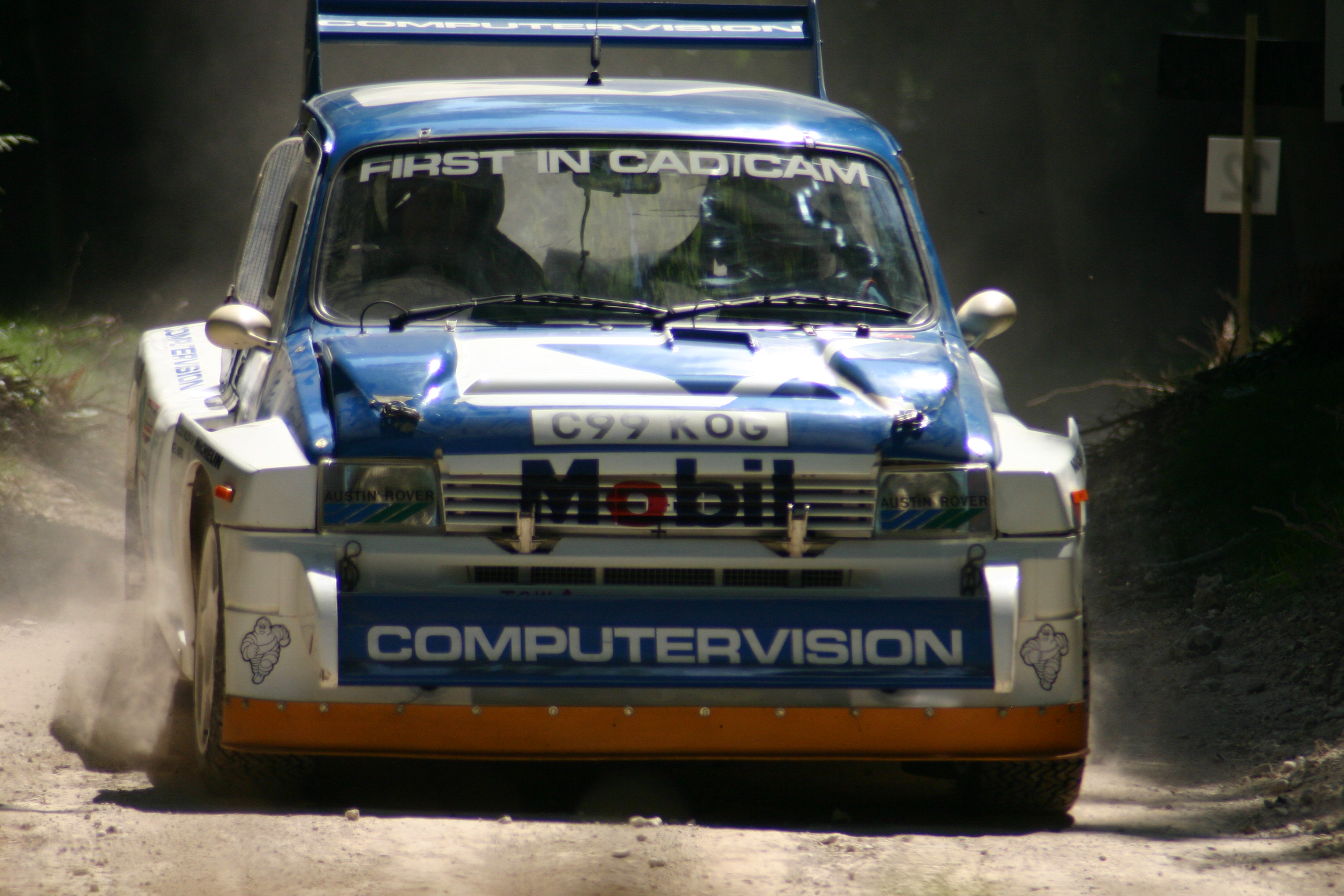
Metro 6R4 im Rallye-Einsatz

Der MG Metro 6R4 wurde 1984 für die kurzlebige Gruppe B des Rallyesports entworfen, besaß einen 6-Zylinder-Mittelmotor und Vierradantrieb. Das Wettbewerbsfahrzeug hatte nur entfernte Ähnlichkeit mit dem normalen Metro, es verfügte über Allradantrieb und hatte nur zwei Sitze. Die Entwicklung wurde Williams Grand Prix Engineering übertragen.
Der Metro 6R4 wurde im Mai 1985 präsentiert. Er wurde von einem längs eingebauten 3-Liter-V6-DOHC-Motor mit vier Ventilen pro Zylinder angetrieben. Die Maschine unterschied sich von den meisten Wettbewerbern dadurch, dass sie nicht über einen Turbolader verfügte. Die Karosserie bestand aus Kunststoff, die Türen waren jedoch aus Stahlblech gefertigt. Allerdings waren letztere mit Kunststoffverkleidungen versehen, die den Mittelmotor mit Luft versorgten. Show-Modelle haben heutzutage Aufkleber, die anzeigen, an welchen Stellen man das Fahrzeug sicher schieben kann, ohne die Karosserie zu beschädigen.
Der 6R4 erschien in zwei Versionen: Es gab ein sogenanntes Clubman-Modell, dessen Triebwerk ungefähr 184 kW entwickelte und von dem rund 200 Stück hergestellt wurden. Davon wurden 20 Evolutions-Exemplare laut Regelwerk der FIA vorbereitet, was unter anderem den Einbau eines 279-kW-Motors ermöglichte.
Als das Auto 1985 herauskam, kündigte Rover an, die notwendige Stückzahl für die Homologation (200 Einheiten) bis November des betreffenden Jahres herzustellen. Dies geschah in der größten MG-Rover-Fabrik in Longbridge. Bei der Lombard-RAC-Rallye im November 1985 belegte Tony Pond mit diesem Fahrzeug einen respektablen dritten Platz hinter zwei Lancia Delta S4.

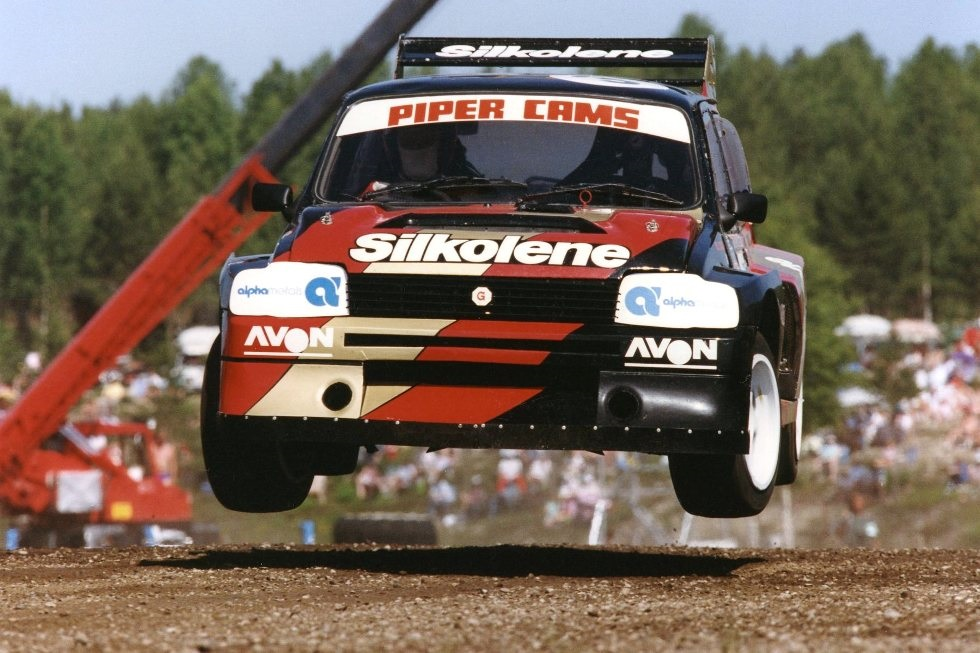
Metro 6R4 im Rallycross-Einsatz

Allerdings setzten sich die Anfangserfolge nicht fort. Obwohl die 6R4 1986 in den Rallyes in Monte Carlo, Schweden, Portugal und Korsika eingesetzt wurden, erreichte keiner der eingesetzten Wagen das Ziel. Die meisten Probleme verursachte das an Kinderkrankheiten leidende V6-Triebwerk. Seit damals gab es viele Vorwürfe, dass der Motor nicht fertig entwickelt worden sei, bevor er in Wettbewerben eingesetzt wurde. Am Ende der Saison 1986 wurde die Gruppe B von der FIA aus der Rallye-WM verbannt, nachdem bei einer Serie von Unfällen sowohl Fahrer als auch Zuschauer getötet worden waren. Von da an konnten die 6R4-Modelle keine Erfolge mehr erringen, obwohl sie im weiteren Verlauf des Jahres noch eingesetzt wurden. Einige Exemplare gingen in private Hand über und wurden später als hervorragende Rallye- und Rallycross-Autos eingesetzt. So wurde der Brite Will Gollop 1992 mit einem fast 700 PS starken MG Metro 6R4 BiTurbo Rallycross-Europameister.
Austin Rover zog sich zum Ende der Saison 1986 aus der Rallye-Szene zurück. 1987 wurden alle Teile und Motoren an Tom Walkinshaw Racing verkauft, woraufhin die V6-Maschine unter der Motorhaube des Jaguar XJ220 wieder Verwendung fand, diesmal mit zwei Turboladern ausgestattet.

“I know it’s an ugly beast, but the 6R4 is easily the best rally car I’ve ever driven.”

„Ich weiß, dass er ein häßliches Biest ist, aber der 6R4 ist bei weitem das beste Rallyeauto, das ich jemals gefahren habe.“